# Cladonia chondrotypa
Cladonia chondrotypa är en lavart som beskrevs av Vain. Cladonia chondrotypa ingår i släktet Cladonia och familjen Cladoniaceae.   Inga underarter finns listade i Catalogue of Life.